# Ла Педраја (Сасари)
Ла Педраја је насеље у Италији у округу Сасари, региону Сардинија.
Према процени из 2011. у насељу је живело 89 становника. Насеље се налази на надморској висини од 171 м.